# Bahía Windhond
Bahía Windhond está situada en la costa sur de isla Navarino en la región austral de Chile. 
Administrativamente pertenece a la comuna de Cabo de Hornos en la provincia Antártica Chilena, en la Región de Magallanes y la Antártica Chilena.
Desde hace aproximadamente 6000 años sus costas fueron habitadas por el pueblo yagán o yámana. A comienzos del siglo XXI este pueblo había sido prácticamente extinguido por la acción del hombre blanco.

## Historia
Sus costas fueron recorridas por los yámanas desde hace más de 6000 años hasta mediados del siglo XX. A comienzos del siglo XXI este pueblo había sido prácticamente extinguido por la acción del hombre blanco.
A fines del siglo XVIII, a partir del año 1788 comenzaron a llegar a la zona los balleneros, los loberos y cazadores de focas ingleses y estadounidenses y finalmente los chilotes.
Las siguientes expediciones efectuaron trabajos hidrográficos en el sector de bahía Windhond:
- 1624 - Jacob l'Hermite, almirante y Geen Huygen Schapenham, vicealmirante, estuvieron un mes con once naves holandesas.
- 1769 - Teniente James Cook con el HMB Endeavour desde bahía Buen Suceso. Tránsito de Venus. Expedición inglesa.
- 1789 - Alejandro Malaspina con la Descubierta y la Atrevida. Expedición española.
- 1830 - Robert Fitz Roy en el primer viaje del HMS Beagle. Expedición inglesa. .
- 1833 - Robert Fitz Roy en el segundo viaje del HMS Beagle. Expedición inglesa.
- 1882 - Louis-Ferdinand Martial con La Romanche. Expedición francesa.[4]

Su nombre es en recuerdo de la nave Windhond que bajo el mando del vicealmirante Schapenham en febrero de 1624 fue el primer europeo en desembarcar en la isla Navarino. Esta expedición holandesa iba bajo el mando del almirante Jacques L'Hermite.

## Ubicación
En la costa sur de isla Navarino, sector oriental se encuentra bahía Windhond. Tiene 5 nmi de ancho en el sentido E-W por 6,5 nmi de saco en el sentido N-S.

## Catacterísticas geográficas
Su clima es marítimo con temperaturas parejas durante todo el año. El viento predominante es del oeste. El mal tiempo es permanente. 
Su fondo es parejo. La bahía es limpia. Está completamente abierta a los vientos del tercer cuadrante que son los reinantes en la región y como sus costas son bajas el viento azota con fuerza y levanta marejada gruesa dentro de la bahía por lo cual esta no es recomendable como fondeadero 
En su ribera se presenta la tundra magallánica y los arbustales magallánicos. Se ven albatros, gaviotas australes, patos a vapor lobos marinos. En el sector pesquero destaca la existencia de la centolla y el centollón.